# Campeonato Mundial de Atletismo de 2019 - 1500 m feminino
A competição dos 1500 metros feminino  no Campeonato Mundial de Atletismo de 2019 foi realizada no Estádio Internacional Khalifa, em Doha, no Catar, entre os dias 2 de outubro e 5 de outubro.

## Recordes
Antes da competição, os recordes eram os seguintes: 
| Recorde mundial                               | Genzebe Dibaba (ETH)    | 3:50.07 | Mônaco                 | 17 de julho de 2015    |
| Recorde do campeonato                         | Tatyana Tomashova (RUS) | 3:58.52 | Paris, França          | 31 de agosto de 2003   |
| Melhor marca do ano                           | Sifan Hassan (NED)      | 3:55.30 | Mônaco                 | 12 de julho de 2019    |
| Recorde africano                              | Genzebe Dibaba (ETH)    | 3:50.07 | Mônaco                 | 17 de julho de 2015    |
| Recorde asiático                              | Qu Yunxia (CHN)         | 3:50.46 | Pequim, China          | 11 de setembro de 1993 |
| Recorde da América do Norte, Central e Caribe | Shannon Rowbury (USA)   | 3:56.29 | Mônaco                 | 17 de julho de 2015    |
| Recorde sul-americano                         | Letitia Vriesde (SUR)   | 4:05.67 | Tóquio, Japão          | 31 de agosto de 1991   |
| Recorde europeu                               | Tatyana Kazankina (URS) | 3:52.47 | Zurique, Suiça         | 13 de agosto de 1980   |
| Recorde da Oceania                            | Linden Hall (AUS)       | 4:00.86 | Eugene, Estados Unidos | 26 de maio de 2018     |

Os seguintes recordes mundiais ou olímpicos foram estabelecidos durante esta competição:
| Data         | Evento | Atleta                | Tempo   | Notas              |
| ------------ | ------ | --------------------- | ------- | ------------------ |
| 5 de outubro | Final  | Sifan Hassan (NED)    | 3:51:95 | ,                  |
| 5 de outubro | Final  | Shelby Houlihan (USA) | 3:54:99 | Recorde da América |

## Medalhistas
| Ouro               | Prata                | Bronze             |
| Sifan Hassan (NED) | Faith Kipyegon (KEN) | Gudaf Tsegay (ETH) |

## Tempo de qualificação
| Tempo de qualificação |
| --------------------- |
| 4:25.20               |

## Calendário
| Data                 | Horário | Fase          |
| -------------------- | ------- | ------------- |
| 2 de outubro de 2019 | 17:35   | Eliminatórias |
| 3 de outubro de 2019 | 23:00   | Semifinais    |
| 5 de outubro de 2019 | 20:55   | Final         |

Todos os horários estão no horário local (UTC+3)

## Resultados

### Eliminatórias
Qualificação: Seis primeiros de cada bateria (Q) e os seis melhores tempos (q) das eliminatórias. 
| Pos. | Bateria | Atleta                   | Nacionalidade  | Tempo   | Notas            |
| ---- | ------- | ------------------------ | -------------- | ------- | ---------------- |
| 1    | 1       | Sifan Hassan             | Países Baixos  | 4:03.88 | Q                |
| 2    | 1       | Faith Kipyegon           | Quênia         | 4:03.93 | Q                |
| 3    | 1       | Nikki Hiltz              | Estados Unidos | 4:04.00 | Q                |
| 4    | 1       | Winnie Nanyondo          | Uganda         | 4:04.04 | Q                |
| 5    | 1       | Ciara Mageean            | Irlanda        | 4:04.18 | Q                |
| 6    | 1       | Sarah McDonald           | Grã-Bretanha   | 4:04.42 | Q                |
| 7    | 1       | Lemlem Hailu             | Etiópia        | 4:05.61 | q                |
| 8    | 1       | Kristiina Mäki           | Chéquia        | 4:06.61 | q,               |
| 9    | 1       | Esther Guerrero          | Espanha        | 4:06.99 | q                |
| 10   | 3       | Jenny Simpson            | Estados Unidos | 4:07.27 | Q                |
| 11   | 3       | Gabriela DeBues-Stafford | Canadá         | 4:07.28 | Q                |
| 12   | 3       | Laura Muir               | Grã-Bretanha   | 4:07.37 | Q                |
| 13   | 3       | Marta Pérez              | Espanha        | 4:07.48 | Q                |
| 14   | 1       | Georgia Griffith         | Austrália      | 4:07.73 | q                |
| 15   | 3       | Claudia Bobocea          | Roménia        | 4:07.76 | Q                |
| 16   | 3       | Malika Akkaoui           | Marrocos       | 4:08.05 | Q                |
| 17   | 3       | Linden Hall              | Austrália      | 4:08.12 | q                |
| 18   | 3       | Daryia Barysevich        | Bielorrússia   | 4:08.19 | q                |
| 19   | 2       | Rababe Arafi             | Marrocos       | 4:08.32 | Q                |
| 20   | 2       | Winny Chebet             | Quênia         | 4:08.36 | Q                |
| 21   | 2       | Gudaf Tsegay             | Etiópia        | 4:08.39 | Q                |
| 22   | 2       | Shelby Houlihan          | Estados Unidos | 4:08.51 | Q                |
| 23   | 3       | Axumawit Embaye          | Etiópia        | 4:08.56 |                  |
| 24   | 2       | Jessica Hull             | Austrália      | 4:08.71 | Q                |
| 25   | 1       | Sara Kuivisto            | Finlândia      | 4:08.85 | Recorde pessoal  |
| 26   | 3       | Esther Chebet            | Uganda         | 4:08.89 |                  |
| 27   | 2       | Yolanda Ngarambe         | Suécia         | 4:09.22 | Q                |
| 28   | 3       | María Pía Fernández      | Uruguai        | 4:09.45 | Recorde nacional |
| 29   | 2       | Aisha Praught-Leer       | Jamaica        | 4:09.81 |                  |
| 30   | 2       | P. U. Chitra             | Índia          | 4:11.10 | Recorde pessoal  |
| 31   | 2       | Caterina Granz           | Alemanha       | 4:12.36 |                  |
| 32   | 2       | Jemma Reekie             | Grã-Bretanha   | 4:12.51 |                  |
| 33   | 2       | Maruša Mišmaš            | Eslovênia      | 4:14.94 |                  |
| 34   | 2       | Carla Mendes             | Cabo Verde     | 4:23.56 |                  |
| 35   | 3       | Neide Dias               | Angola         | 4:28.27 |                  |

### Semifinais
Qualificação: Cinco primeiros de cada bateria (Q) e os dois melhores tempos (q) das semifinais. 
| Pos. | Bateria | Atleta                   | Nacionalidade  | Tempo   | Notas           |
| ---- | ------- | ------------------------ | -------------- | ------- | --------------- |
| 1    | 2       | Jenny Simpson            | Estados Unidos | 4:00.99 | Q               |
| 2    | 2       | Gabriela DeBues-Stafford | Canadá         | 4:01.04 | Q               |
| 3    | 2       | Laura Muir               | Grã-Bretanha   | 4:01.05 | Q               |
| 4    | 2       | Gudaf Tsegay             | Etiópia        | 4:01.12 | Q               |
| 5    | 2       | Winny Chebet             | Quênia         | 4:01.14 | Q               |
| 6    | 2       | Winnie Nanyondo          | Uganda         | 4:01.30 | q               |
| 7    | 2       | Nikki Hiltz              | Estados Unidos | 4:01.52 | q,              |
| 8    | 2       | Jessica Hull             | Austrália      | 4:01.80 | Recorde pessoal |
| 9    | 2       | Yolanda Ngarambe         | Suécia         | 4:03.43 | Recorde pessoal |
| 10   | 2       | Linden Hall              | Austrália      | 4:06.39 |                 |
| 11   | 2       | Marta Pérez              | Espanha        | 4:10.45 |                 |
| 12   | 1       | Sifan Hassan             | Países Baixos  | 4:14.69 | Q               |
| 13   | 1       | Shelby Houlihan          | Estados Unidos | 4:14.91 | Q               |
| 14   | 1       | Rababe Arafi             | Marrocos       | 4:14.94 | Q               |
| 15   | 1       | Faith Kipyegon           | Quênia         | 4:14.98 | Q               |
| 16   | 1       | Ciara Mageean            | Irlanda        | 4:15.49 | Q               |
| 17   | 1       | Sarah McDonald           | Grã-Bretanha   | 4:15.73 |                 |
| 18   | 1       | Lemlem Hailu             | Etiópia        | 4:16.56 |                 |
| 19   | 1       | Esther Guerrero          | Espanha        | 4:16.66 |                 |
| 20   | 2       | Malika Akkaoui           | Marrocos       | 4:16.83 |                 |
| 21   | 1       | Daryia Barysevich        | Bielorrússia   | 4:17.04 |                 |
| 22   | 1       | Georgia Griffith         | Austrália      | 4:17.15 |                 |
| 23   | 1       | Kristiina Mäki           | Chéquia        | 4:17.65 |                 |
| 24   | 1       | Claudia Bobocea          | Roménia        | 4:18.25 |                 |

### Final
A final ocorreu dia 5 de outubro às 20:55. 
| Pos.              | Atleta                   | Nacionalidade  | Tempo   | Notas                |
| ----------------- | ------------------------ | -------------- | ------- | -------------------- |
| Medalha de ouro   | Sifan Hassan             | Países Baixos  | 3:51.95 | ,                    |
| Medalha de prata  | Faith Kipyegon           | Quênia         | 3:54.22 | Recorde nacional     |
| Medalha de bronze | Gudaf Tsegay             | Etiópia        | 3:54.38 | Recorde pessoal      |
| 4                 | Shelby Houlihan          | Estados Unidos | 3:54.99 | Recorde da América   |
| 5                 | Laura Muir               | Grã-Bretanha   | 3:55.76 | Recorde da temporada |
| 6                 | Gabriela DeBues-Stafford | Canadá         | 3:56.12 | Recorde nacional     |
| 7                 | Winny Chebet             | Quênia         | 3:58.20 | Recorde pessoal      |
| 8                 | Jenny Simpson            | Estados Unidos | 3:58.42 | Recorde da temporada |
| 9                 | Rababe Arafi             | Marrocos       | 3:59.93 |                      |
| 10                | Ciara Mageean            | Irlanda        | 4:00.15 | Recorde pessoal      |
| 11                | Winnie Nanyondo          | Uganda         | 4:00.63 |                      |
| 12                | Nikki Hiltz              | Estados Unidos | 4:06.68 |                      |

Legenda
| Recorde mundial       | Recorde mundial (World record)               |                       | Recorde africano                      | Recorde africano (African) |                                           | Q | Classificado por posição (Qualified) |
| Recorde do campeonato | Recorde do campeonato (Championship record)  | Recorde da América    | Recorde da América (Americas)         | q                          | Classificado por melhor tempo (Qualified) |   |                                      |
| Melhor marca do ano   | Melhor marca do ano (World leading)          | Recorde asiático      | Recorde asiático (Asian)              | DNS                        | Não largou (Did not start)                |   |                                      |
| Recorde nacional      | Recorde nacional (National record)           | Recorde europeu       | Recorde europeu (European)            | DNF                        | Não terminou (Did not finish)             |   |                                      |
| Recorde pessoal       | Recorde pessoal do atleta (Personal best)    | Recorde da Oceania    | Recorde da Oceania (Oceania)          | DSQ / DQ                   | Desclassificado (Disqualified)            |   |                                      |
| Recorde da temporada  | Recorde da temporada do atleta (Season best) | Recorde sul-americano | Recorde sul-americano (South America) | NM                         | Sem marca (No mark)                       |   |                                      |